# Єлізовський район
Єлізовський район (рос. Елизовский район) — адміністративна одиниця Камчатського краю Російської Федерації.
Адміністративний центр — місто Єлізово.

## Адміністративний поділ
До складу району входять 2 міських та 8 сільських поселень:
1. Єлізовське міське поселення — м. Єлізово
2. Вулканне міське поселення — сел. Вулканний
3. Начикинське сільське поселення
4. Новолєсновське сільське поселення
5. Коряцьке сільське поселення
6. Раздольненське сільське поселення
7. Ніколаєвське сільське поселення
8. Новоавачинське сільське поселення
9. Піонерське сільське поселення
10. Паратунське сільське поселення — с. Паратунка

## Природні ресурси
У верхів'ях лівого витоку річки Чистої розташовані мінеральні гарячі та холодні джерела Аагські джерела.